# Nässjö landsfiskalsdistrikt
Nässjö landsfiskalsdistrikt var 1918–1964 ett landsfiskalsdistrikt i Jönköpings län, bildat när Sveriges indelning i landsfiskalsdistrikt trädde i kraft den 1 januari 1918, enligt beslut den 7 september 1917. Den 1 januari 1965 avskaffades i Sverige samtliga landsfiskaler och landsfiskalsdistrikt, och deras arbetsuppgifter delades upp på de nyskapade indelningarna polisdistrikt, åklagardistrikt och kronofogdedistrikt.
Landsfiskalsdistriktet låg under länsstyrelsen i Jönköpings län.

## Ingående områden
När Sveriges nya indelning i landsfiskalsdistrikt trädde i kraft den 1 oktober 1941 (enligt kungörelsen den 28 juni 1941) överfördes kommunerna Järsnäs, Lekeryd, Svarttorp och Öggestorp till Huskvarna landsfiskalsdistrikt. Nässjö landskommun inkorporerades 1 januari 1948 i Nässjö stad. När Sveriges nya indelning i landsfiskalsdistrikt trädde i kraft den 1 januari 1952 (enligt kungörelsen 1 juni 1951) ändrades distriktets omfattning.

### Från 1918
- Nässjö stad

Tveta härad:
- Barkeryds landskommun
- Forserums landskommun
- Järsnäs landskommun
- Lekeryds landskommun
- Nässjö landskommun
- Svarttorps landskommun
- Öggestorps landskommun

### Från 1 oktober 1941
- Nässjö stad

Tveta härad:
- Barkeryds landskommun
- Forserums landskommun
- Nässjö landskommun

### Från 1948
- Nässjö stad

Tveta härad:
- Barkeryds landskommun
- Forserums landskommun

### Från 1 januari 1952
- Forserums landskommun
- Nässjö stad